# Amarone della Valpolicella

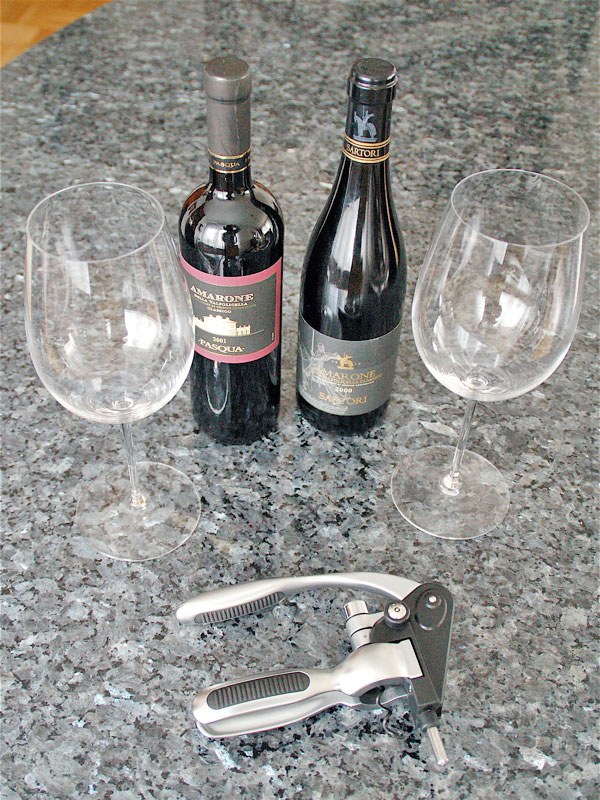
Zwei Vertreter des Amarone, hier der Jahrgänge 2001 und 2000

Amarone della Valpolicella oder einfach Amarone ist ein italienischer Rotwein aus dem Valpolicella-Gebiet in der Region Venetien. Am 21. August 1968 erhielt der Wein eine „kontrollierte Herkunftsbezeichnung“ (Denominazione di origine controllata – DOC). Im Jahr 2010 wurde die höchste Stufe (DOCG) verliehen, die zuletzt am 7. März 2014 aktualisiert wurde. Es handelt sich um einen trockenen Rotwein, der jedoch ähnlich wie ein Süßwein ausgebaut wird. Ein Teil der Trauben wird vor dem Keltern mindestens 100 Tage getrocknet („Appassimento“), wodurch der Wein seinen hohen Alkoholgehalt bekommt.
Ein Amarone unterscheidet sich von den eher leichteren Valpolicella-Weinen, die in Italien traditionell zum Essen getrunken werden. Es ist ein schwerer Wein, der eine große Aromafülle aufweist. Von den bisweilen vorhandenen Bitternoten erhielt er seinen Namen (italienisch amaro = bitter). Er behält seinen Charakter in der Flasche 10 bis 15, manche auch bis zu 30 Jahren nach der Lese. Der Amarone gilt neben dem Barolo, dem Brunello di Montalcino, Taurasi und den Weinen aus Bolgheri als einer der großen Rotweine Italiens.

## Anbaugebiet
Die Trauben für den Amarone dürfen nur in folgenden Gemeinden der Region Venetien (ganz oder teilweise) angebaut werden:
Marano, Fumane, Negrar, Sant’Ambrogio di Valpolicella, San Pietro in Cariano, Dolcè, Verona, San Martino Buon Albergo, Lavagno, Mezzane di Sotto, Tregnago, Illasi, Colognola ai Colli, Cazzano di Tramigna, Grezzana, Pescantina, Cerro Veronese, San Mauro di Saline und Montecchia di Crosara.
Das Anbaugebiet für Weine mit dem Zusatz „Classico“ beschränkt sich auf die Gemeinden Negrar, Marano, Fumane, Sant’Ambrogio, San Pietro in Cariano.

## Herstellung
Den „Amarone della Valpolicella“ gibt es auch mit den Auszeichnungen „Classico“, „Valpantena“ oder „Riserva“. Die besondere Ausdruckskraft erhält der Wein durch seine aufwändige Herstellung.

## Erzeugung
Ein Amarone della Valpolicella darf nur aus folgenden Rebsorten hergestellt werden:
- 45–95 % Corvina Veronese (auch Cruina oder Corvina genannt). Die Rebsorte darf bis zu einem Maximum von 50 % durch die Sorte Corvinone ersetzt werden.
- 5–30 % Rondinella
- 0–15 % andere rote Rebsorten, die zum Anbau in der Provinz Verona zugelassen sind, wie zum Beispiel Dindarella. (maximal 10 % einer Rebsorte)
- 0–10 % andere autochthone italienische Rebsorten, die zum Anbau in der Provinz Verona zugelassen sind.

### Appassimento
Die besten Weintrauben, die nicht von Fäulnis befallen sind, kommen direkt nach der Ernte zur Trocknung auf Holzgestelle und werden auf gut belüfteten Dachböden oder Lagerräumen zwei bis vier Monate getrocknet, bis sie etwa ein Drittel, manchmal sogar die Hälfte ihres Gewichtes verloren haben. Der Vorgang heißt auf Italienisch „Appassimento“ (Verblühen/Schwund), siehe auch Strohwein. Vor allem das Wasser verdunstet, während Säure, Zucker und Extraktstoffe erhalten bleiben und immer stärker konzentriert werden. Da die Gefahr der Fäulnis droht, müssen die Trauben während dieses Prozesses aufwändig gedreht, umgeschichtet und bei Bedarf aussortiert und zusätzlich durch Ventilatoren belüftet werden, bevor sie fast schon als Rosinen gekeltert werden. Je länger und sorgfältiger das Appassimento gemacht wird, desto höher ist das Konzentrat. Durch die Umwandlung des Fruchtzuckers in Polyphenole und Resveratrol erhält der Most eine spezielle Aromaausrichtung.

### Miracolo dell'Amarone
Durch den hohen Zuckergehalt erreichen die Hefen Alkoholgehalte um die 15 % Vol., bevor sie absterben. Dabei verbleibt aber noch viel Zucker im Most. Beim Amarone setzt jedoch eine weitere Gärung ein, die dem Wein zu Alkoholgehalten von bis zu 16 oder 17 % verhilft. Da sich die Winzer dieses Phänomen zunächst nicht erklären konnten, sprachen sie – werbetauglich – von einem miracolo (deutsch: Wunder). Heute weiß man, dass andere, spezielle Hefestämme dafür verantwortlich sind, die alkohol- und temperaturliebend sind.

## Beschreibung
Die Bezeichnung der kontrollierten und garantierten Ursprungsbezeichnung „Amarone della Valpolicella“, auch mit Hinweisen „Classico“ und „Valpantena“ und der Angabe „Riserva“, muss die folgenden Eigenschaften aufweisen:

### Amarone della Valpolicella
- Farbe: tiefrot – tendiert mit zunehmender Reife zu granatrot[1]
- Geruch: charakteristisch, akzentuiert
- Geschmack: voll, samtig, warm
- Alkoholgehalt: mindestens 14,0 % Vol.
- Säuregehalt: mind. 5,0 g/l
- Trockenextrakt: mind. 28,0 g/l, mit der Auszeichnung „Riserva“ mind. 32 g/l
- Restzucker: maximal 12 g/l in Gegenwart von einem vorhandenen Alkoholgehalt bis zu 14 % Vol. Erlaubt sind jeweils weitere 0,1 g/l Restzucker pro 0,10 % Vol. bei einem vorhandenen Alkoholgehalt zwischen 14 % Vol. und 16 % Vol. und jeweils weitere 0,15 g/l Restzucker für jede 0,10 % Vol., wenn der vorhandene Alkoholgehalt über 16 % Vol. liegt.

Die vorgeschriebene Reifezeit beträgt zwei Jahre. Sie beginnt am 1. Januar nach dem Jahr, in dem die Trauben erzeugt wurden. Weine mit dem Prädikat „Riserva“ müssen eine Reifezeit von mindestens vier Jahren ab dem 1. November des Erntejahres durchlaufen.